# NA-4403
La  NA-4403  es una carretera local perteneciente a la Red de Carreteras de Navarra que se inicia en PK 3,17 de NA-8307 y termina en Lekaroz. Tiene una longitud de 1,36 kilómetros.